# Francisco Rodríguez (boxe anglaise)
Pour les articles homonymes, voir Francisco Rodríguez et Rodríguez.
Francisco Antonio Rodríguez Brito est un boxeur vénézuélien né le 20 septembre 1945 à Cumaná dans l'État de Sucre et mort le 23 avril 2024.

## Carrière
Francisco Rodríguez participe aux Jeux panaméricains de Winnipeg en 1967 en catégorie poids mouches et y remporte la médaille d'or. Il s'illustre ensuite lors des Jeux olympiques de Mexico en 1968 en étant sacré champion olympique en catégorie poids mi-mouches. Le Vénézuélien remporte une nouvelle médaille d'or continentale en catégorie poids mouches lors des Jeux panaméricains de Cali en 1971. Il est défait dès le premier tour lors des Jeux olympiques de Munich en 1972.

## Parcours auxJeux olympiques
Jeux olympiques d'été de 1968 à Mexico (poids mi-mouches) :
- Bat Rafael Carbonell (Cuba) aux points 5-0
- Bat Khata Karunatarne (Ceylan) par arrêt de l'arbitre au 2e round
- Bat Harlan Marbley (États-Unis) aux points 4-1
- Bat Jee Yong-Ju (Corée du Sud) aux points 3-2

Jeux olympiques d'été de 1972 à Munich (poids mi-mouches) :
- Perd contre Dennis Talbot (Australie) par KO au 2e round